# Ратуша Каяани
Ра́туша Ка́яани — здание бывшей городской ратуши в Каяани, Финляндия.

## История
Император Александр I впервые посетил Каяани в 1819 году и выделил денежные средства на строительство ратуши. Ратуша была спроектирована в Управлении зданий общего пользования на основе собственного проекта Каяани. Проект деревянного здания в стиле ампир был создан архитектором Карлом Людвигом Энгелем и инженером Антоном Вильгельмом Арппе. Строительство было завершено в 1831 году. Ратуша является старейшим зданием в центре города.
7 июля 1951 года в Финляндии была выпущена специальная почтовая марка номиналом 20 финских марок, посвященная 300-летию города Каяани. На них были изображены замок Каяани (1619—1717), построенный Исаком Расмуссоном на острове Амманкоски в 1604—1619 годах, электростанция Койвукоски, церковь Каяани Якоба Аренберга (1896) и башни ратуши Каяани, спроектированные Энгелем.
Реконструкция здания ратуши была проведена с 1985 по 1990 годы. В качестве основы была использована дипломная работа Ирмели Хангана на факультете архитектуры Университета Оулу. В рамках реставрации был восстановлен, среди прочего, первоначальный цвет стен здания, который теперь полностью соответствует тому, который был при завершении строительства в 1831 году. Было решено оставить окна в стиле неоренессанс, которые были установлены в 1904 году, хотя обсуждался вариант восстановления окон в первоначальном стиле ампир. Город Каяани был удостоен премии по защите зданий губернии Оулу в 1992 году.
После реставрации в ратуше размещались подразделения городской администрации и туристическое агентство города. С февраля 2007 года в доме находится Центр Элиаса Лённрота, который является частью комплекса городского художественного музея.